# Veľký Slavkov
Veľký Slavkov (maďarsky Nagyszalók, německy Großschlagendorf, polsky Wielki Sławków) je obec na Slovensku v okrese Poprad a jedna z nejstarších obcí pod Tatrami. V roce 2023 zde žilo 1 254 obyvatel. První písemná zmínka o obci, tehdy ovšem s názvem Zolok, pochází z roku 1251. V obci stojí evangelický i katolický kostel. Je zde stanice Tatranské elektrické železnice.
Jméno obce nese hora Slavkovský štít (2 452 m n. m.), 13. nejvyšší hora Vysokých Tater.

## Název
K původu názvu obce existuje několik teorií. Jedna z nich tvrdí, že pochází ze slovanského osobního jména Slávek. Dle druhé je odvozeno ze slovního spojení "Ves Slovanů". Třetí tvrdí, že název pochází z německého Schlaken (=struska), což odpovídá hromadám strusky, které se okolo obce dodnes nachází, jako pozůstatky ze starověkých keltských hutí.

## Historie

### Pravěk
Oblast okolo obce byla osídlena již v pravěku, dokazují to archeologické vykopávky na nedalekém vrchu Burich (mezi Veľkým Slavkovem a Dolným Smokovcem), které svědčí o tom, že vesnice ležela pravděpodobně více severněji, blíže k Vysokým Tatrám, než dnes. Nacházelo se zde hradiště z doby laténské, které bylo jako jedno z prvních zmiňováno v odborné literatuře. Význam hradiště spočíval v dokonalé fortifikační technice, která byla na svou dobu mimořádně pokročilá. Obyvatelé pahorku na vyvýšenině, který je dodnes obklopen Anenským potokem, měli nerušený rozhled na Popradskou kotlinu. Sám pahorek byl osídlen již v předpúchovském období, ale těsně před začátkem našeho letopočtu se osídlení na něm proměnilo v mohutnou pevnost. Pravěké osídlení na pahorku ovšem pravděpodobně neochránily ani mohutné valy a poté co vyhořela, se do ní již nikdo nevrátil. Archeologové zde během výzkumů našli keramiku, přezky, železné hřebíky, kování a mnoho dalších předmětů. 

### Rané dějiny
Nejstarší dochovaná zmínka o obci však pochází až z roku 1251, kde se v listině uherského krále Bély IV. obec zmiňuje jako součást Turčianské župy. Osada byla kolonizována německými kolonisty, kteří ji začlenili do Společenství Spišských Sasů z roku 1271. V letech 1344–1412 byl Veľký Slavkov součástí Provincie 24 Spišských měst, která se v roce 1412 rozpadla na Provincii 11 Spišských měst a Provincii 13 Spišských měst. Od roku 1465 Veľký Slavkov byl majetkem rodu Zápolských a Spišského hradu. Místní obyvatelé se zabývali zemědělstvím a pastevectvím, tkaním plátna, výrobou dřevěného uhlí a pálením alkoholu. Veľkému Slavkovu přináležela také značná část území Vysokých Tater. Z celkové plochy 2695 katastrálních jiter pozemků bylo 839 jiter nevyužito.
Po obci nese název tatranský vrchol Slavkovský štít, která se tyčí přímo nad obcí. Výstup na jeho vrchol poprvé popsal kronikář Juraj Bucholtz v roce 1718. Ve Veľkém Slavkově žil farář Tomáš Mauksch, který se zasloužil o vznik Starého Smokovce. Jméno obce má i mnoho dalších tatranských staveb.

### Novodobé dějiny
Před druhou světovou válkou obývali obec především Karpatští Němci. Po jejím skončení byla naprostá většina těchto lidí odsunuta do pracovních táborů, a do Německa. Někteří se sice navrátili zpět, ale našli své statky obývané přesídlenci z 20 jiných slovenských vesnic.
V obci se nachází evangelický a katolický kostel. Funguje zde centrum evangelické diakonie. Římskokatolický kostel sv. Ondřeje byl postaven ve 13. století jako raně gotický, později stylově upravený. Největší přestavbou prošel v 1861. Dva původně gotické oltáře jsou v současné době ve sbírkách Národního muzea v Budapešti. Druhý, barokně-klasicistní evangelický kostel pochází z roku 1788.

## Vývoj počtu obyvatel
| Rok            | 1880 | 1890 | 1900 | 1910 | 1921  | 1930  | 1990 | 2001  | 2011  | 2021  |
| -------------- | ---- | ---- | ---- | ---- | ----- | ----- | ---- | ----- | ----- | ----- |
| Počet obyvatel | 990  | 971  | 930  | 932  | 1 215 | 1 611 | 983  | 1 050 | 1 237 | 1 477 |

Při posledním sčítání lidí v roce 2021, žilo v obci dle národnostního složení 1 159 Slováků, 30 Romů, 8 Čechů, 3 Rusíni, 1 Ukrajinec, 1 Němec, 1 Polák, 1 Rakušan, a 2 jiní. 271 obyvatel svou národnost neuvedlo.

## Turistika
Přes Veľký Slavkov prochází jedna ze železnic Tatranské elektrické železnice (úsek Poprad–Vysoké Tatry). Obec leží stranou od turistických stezek, vedou tudy ale přístupové cesty z Popradu, směrem k městu Vysoké Tatry.

## Osobnosti
V obci se narodili, či jsou s ní nějak spjaty tyto osobnosti:
- György Doloviczeni (17. – 18. století), evangelický pastor, působil v obci
- Johann Konrád Bexheft (1766–1825), evangelický farář, zemřel v obci
- Sámuel Bene János (1803–1869), středoškolský učitel
- Pavol Hunfalvy (1810–1891), uherský etnolog a jazykovědec
- Ján Hunfalvy (1820–1888), maďarský geograf a univerzitní profesor
- Michal Guhr (1873–1933), lékař, průkopník lyžování, sáňkování a turistiky ve Vysokých Tatrách

## Galerie

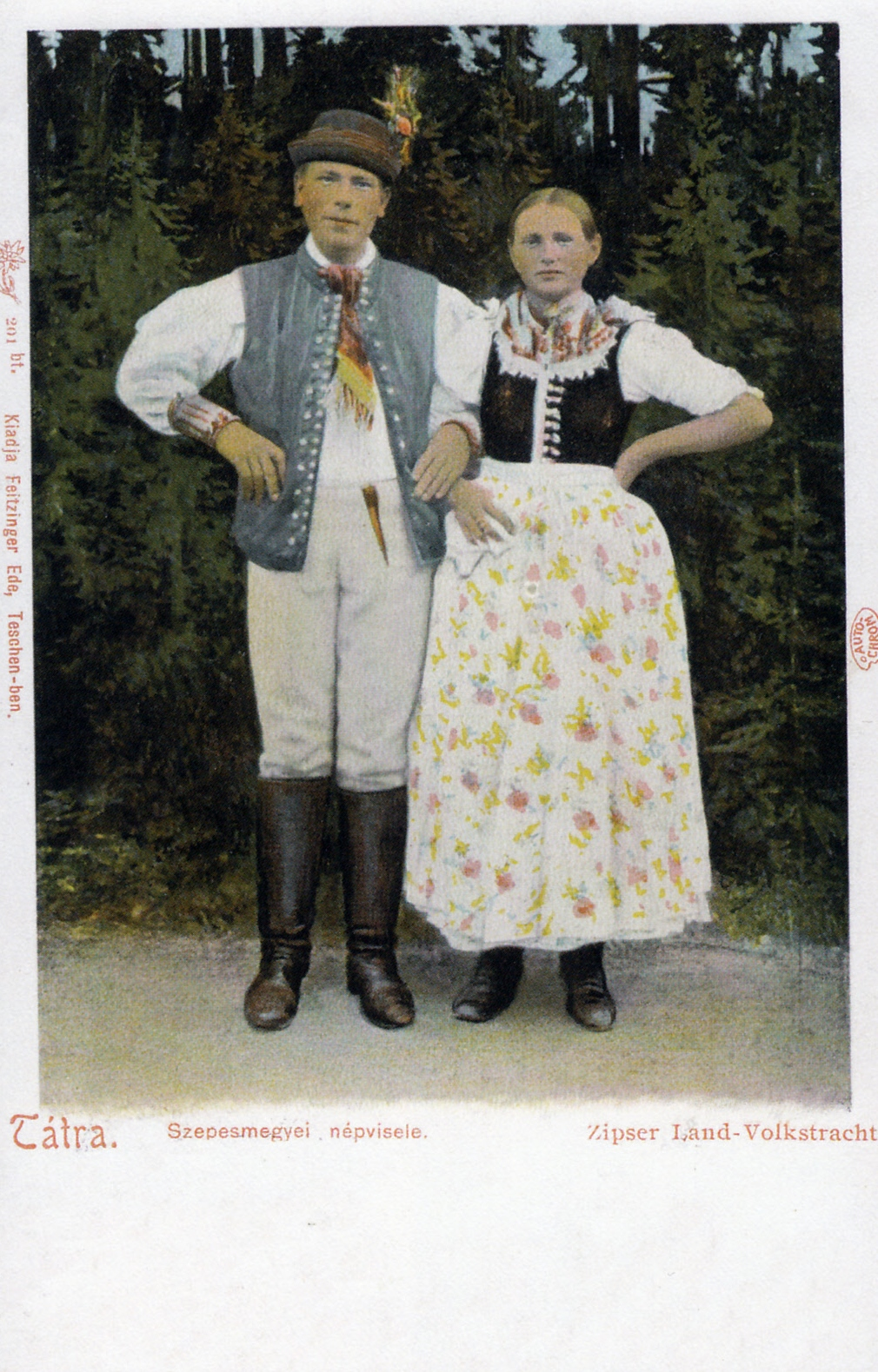
Karpatští Němci ze Spišské Župy
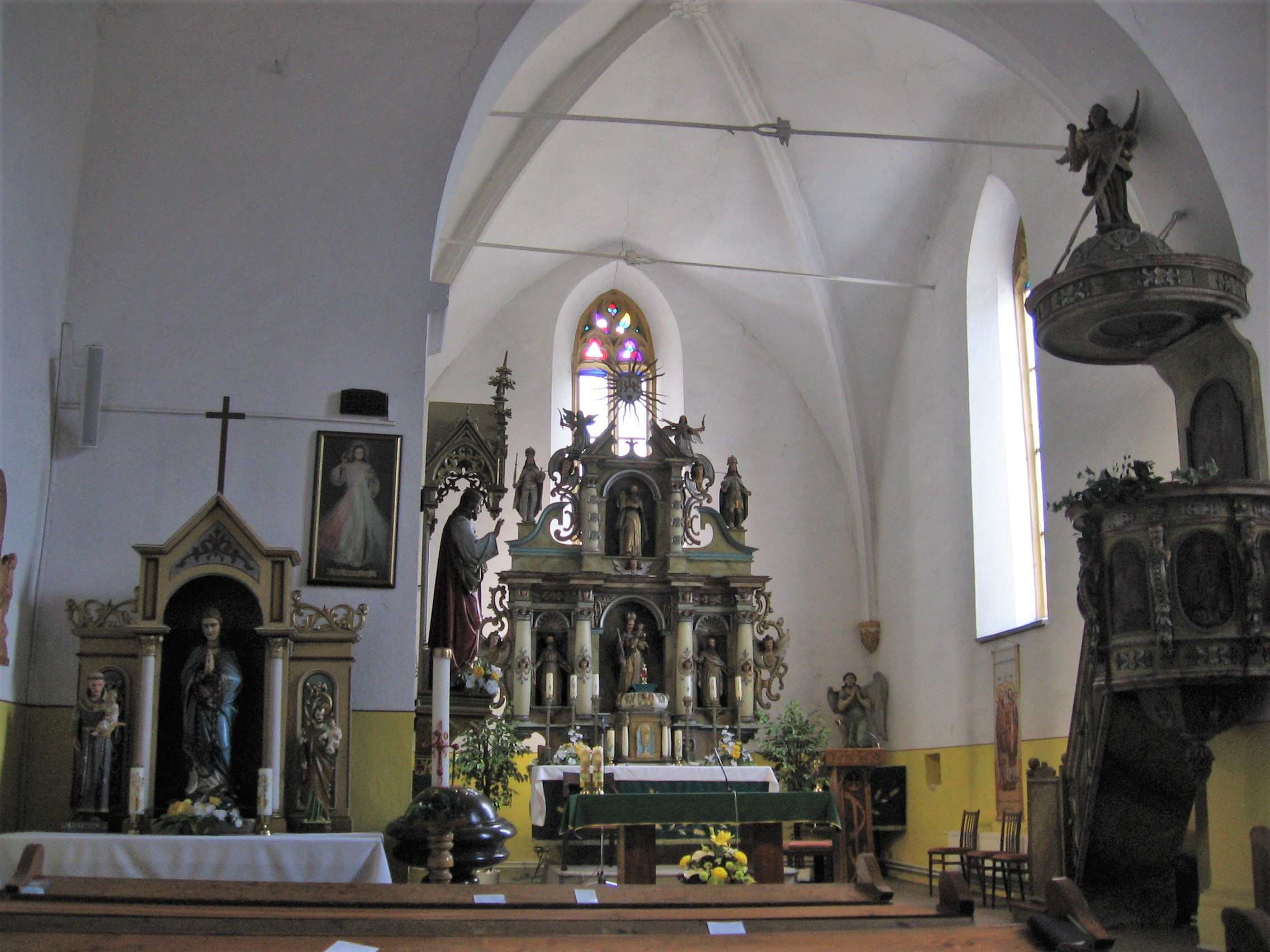
Interiér kostela sv. Ondřeje
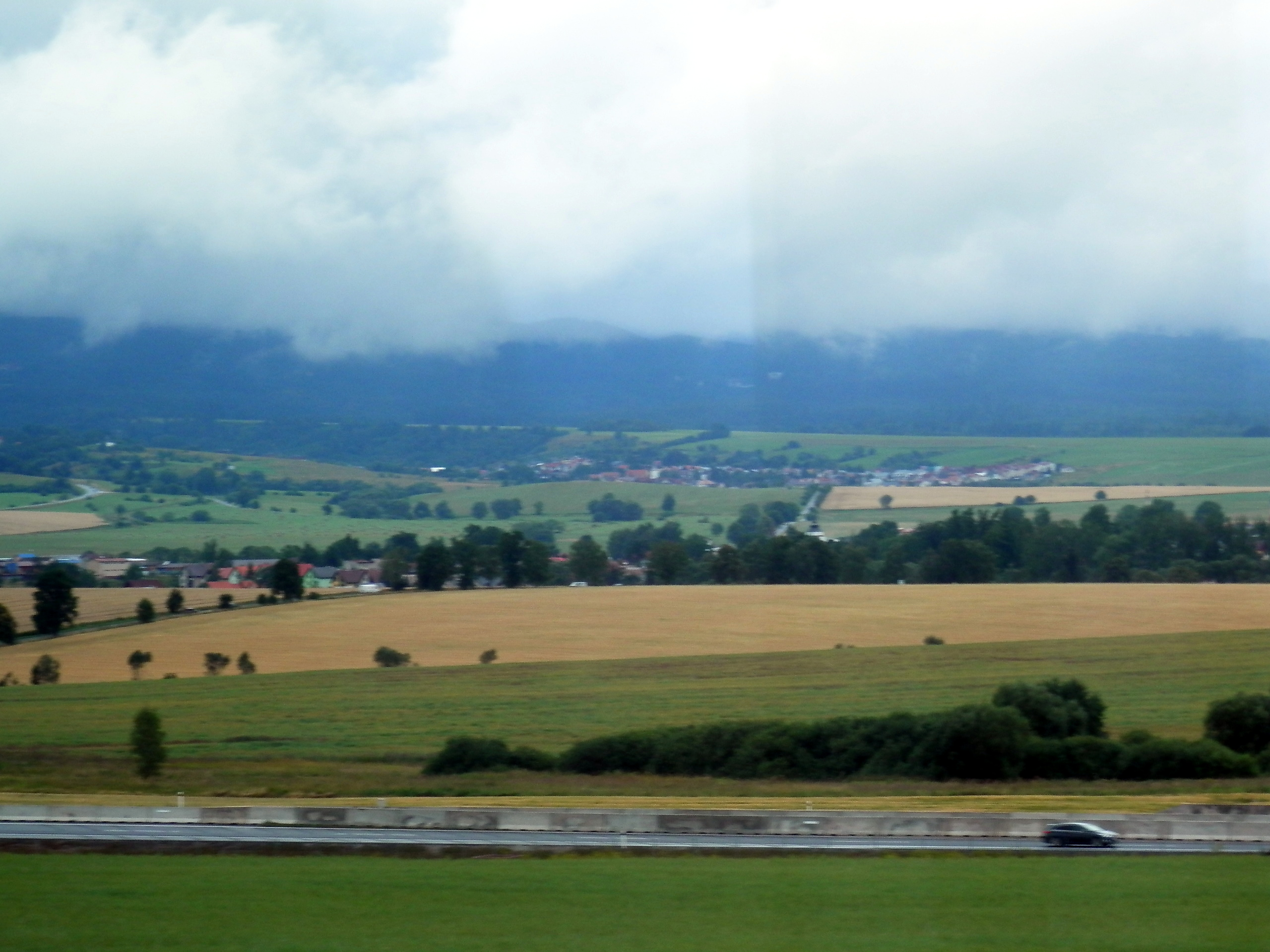
Veľký Slavkov z obchvatu
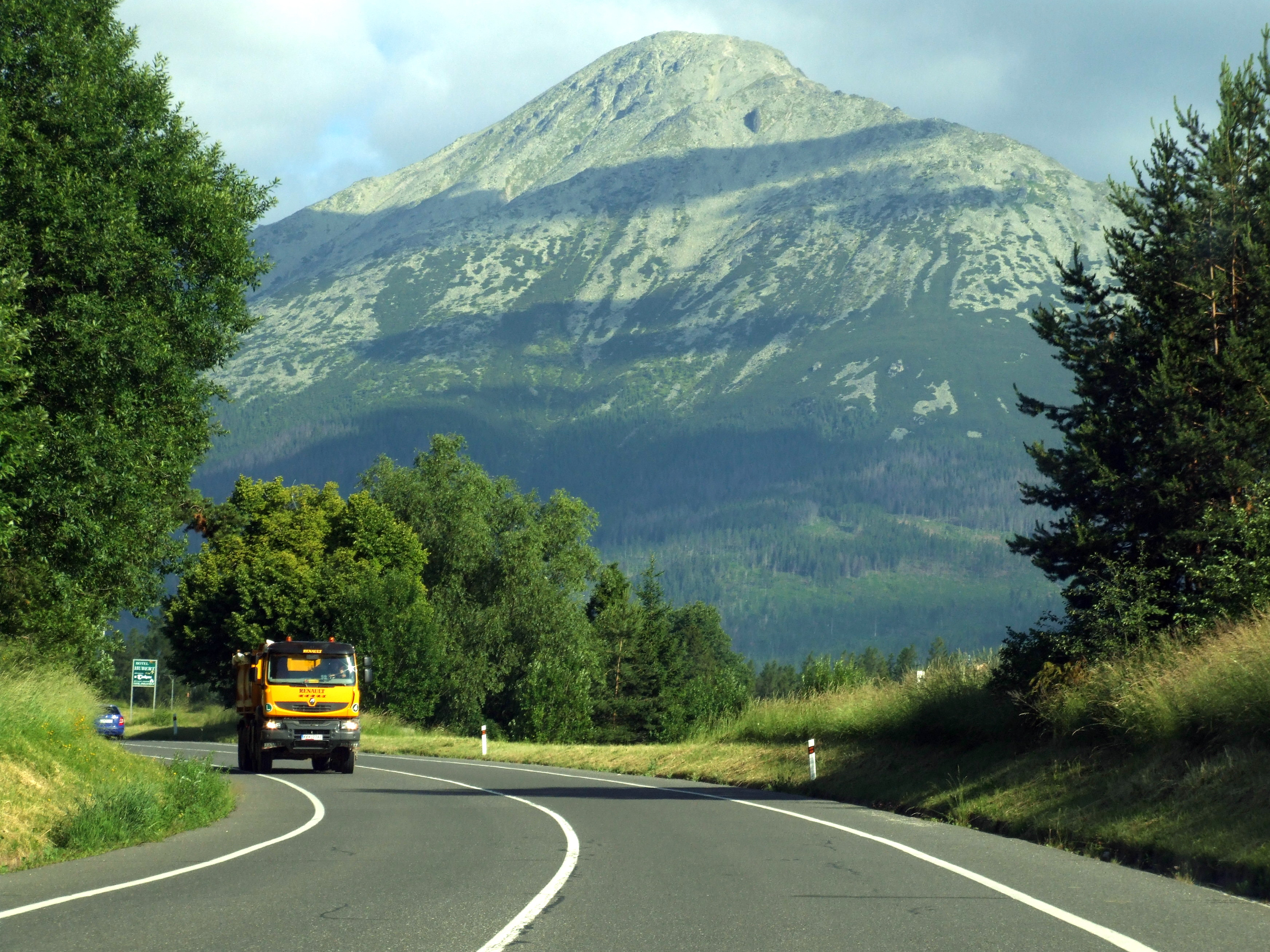
Slavkovský štít
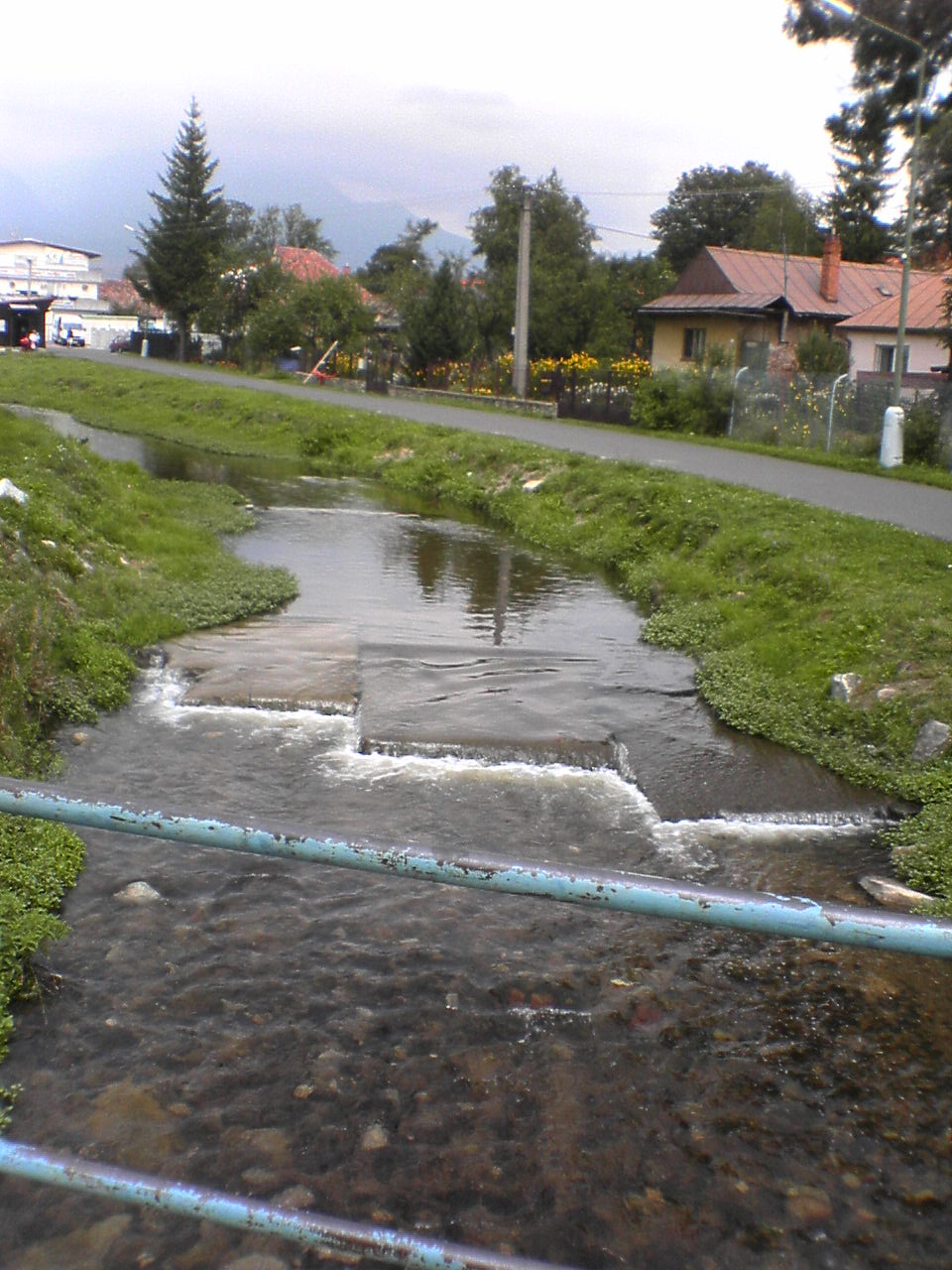
Slavkovský potok protékající obcí